# Чемпионат Уругвая по футболу 1950
Примера А Уругвая по футболу 1950 года — очередной сезон лиги. Турнир проводился по двухкруговой системе в 18 туров. Все клубы из Монтевидео.

## Таблица
| №  | Клуб                 | И  | В  | Н | П  | Заб | Проп | Очки |
| 1  | Насьональ            | 18 | 14 | 2 | 2  | 52  | 18   | 30   |
| 2  | Пеньяроль            | 18 | 12 | 4 | 2  | 39  | 21   | 28   |
| 3  | Рампла Хуниорс       | 18 | 10 | 2 | 6  | 35  | 26   | 22   |
| 4  | Сентраль             | 18 | 8  | 5 | 5  | 37  | 28   | 21   |
| 5  | Серро                | 18 | 9  | 0 | 9  | 37  | 38   | 18   |
| 6  | Данубио              | 18 | 5  | 5 | 8  | 25  | 33   | 15   |
| 7  | Ливерпуль            | 18 | 6  | 3 | 9  | 28  | 41   | 15   |
| 8  | КА Ривер Плейт       | 18 | 4  | 5 | 9  | 24  | 36   | 13   |
| 9  | Монтевидео Уондерерс | 18 | 2  | 5 | 11 | 25  | 40   | 9    |
| 10 | Белья Виста          | 18 | 3  | 3 | 12 | 20  | 41   | 9    |

## Матчи

### Тур 1
| Насьональ — Уондерерс 4:2      |
| Ривер Плейт — Данубио 3:2      |
| Серро — Сентраль 2:1           |
| Белья Виста — Ливерпуль 3:1    |
| Пеньяроль — Рампла Хуниорс 2:1 |

### Тур 2
| Пеньяроль — Сентраль 2:1         |
| Насьональ — Серро 4:2            |
| Рампла Хуниорс — Белья Виста 2:0 |
| Уондерерс — Ривер Плейт 1:1      |
| Данубио — Ливерпуль 1:1          |

### Тур 3
| Насьональ — Данубио 3:2        |
| Рампла Хуниорс — Уондерерс 4:0 |
| Серро — Белья Виста 3:2        |
| Пеньяроль — Ривер Плейт 2:0    |
| Сентраль — Ливерпуль 3:1       |

### Тур 4
| Пеньяроль — Ливерпуль 4:2        |
| Насьональ — Белья Виста 3:0      |
| Рампла Хуниорс — Ривер Плейт 2:0 |
| Сентраль — Уондерерс 1:0         |
| Серро — Данубио 2:1              |

### Тур 5
| Насьональ — Ривер Плейт 3:0 |
| Пеньяроль — Данубио 0:0     |
| Рампла Хуниорс — Серро 3:1  |
| Сентраль — Белья Виста 3:1  |
| Ливерпуль — Уондерерс 3:0   |

### Тур 6
| Пеньяроль — Белья Виста 2:2   |
| Серро — Ривер Плейт 3:2       |
| Насьональ — Ливерпуль 4:0     |
| Сентраль — Рампла Хуниорс 1:0 |
| Данубио — Уондерерс 2:1       |

### Тур 7
| Насьональ — Рампла Хуниорс 3:1 |
| Пеньяроль — Уондерерс 1:1      |
| Данубио — Белья Виста 2:1      |
| Сентраль — Ривер Плейт 1:1     |
| Ливерпуль — Серро 4:1          |

### Тур 8
| Пеньяроль — Насьональ 2:0      |
| Ривер Плейт — Белья Виста 3:1  |
| Рампла Хуниорс — Ливерпуль 2:1 |
| Данубио — Сентраль 2:2         |
| Серро — Уондерерс 5:2          |

### Тур 9
| Пеньяроль — Серро 2:0        |
| Насьональ — Сентраль 3:3     |
| Ливерпуль — Ривер Плейт 1:0  |
| Уондерерс — Белья Виста 5:1  |
| Рампла Хуниорс — Данубио 2:2 |

### Тур 10
| Насьональ — Уондерерс 1:0      |
| Данубио — Ривер Плейт 1:0      |
| Серро — Сентраль 2:1           |
| Ливерпуль — Белья Виста 3:2    |
| Пеньяроль — Рампла Хуниорс 3:1 |

### Тур 11
| Пеньяроль — Сентраль 2:1         |
| Насьональ — Серро 3:2            |
| Рампла Хуниорс — Белья Виста 3:1 |
| Уондерерс — Ривер Плейт 2:2      |
| Ливерпуль — Данубио 1:0          |

### Тур 12
| Данубио — Насьональ 1:0        |
| Рампла Хуниорс — Уондерерс 3:2 |
| Белья Виста — Серро 1:0        |
| Ривер Плейт — Пеньяроль 3:1    |
| Сентраль — Ливерпуль 4:3       |

### Тур 13
| Пеньяроль — Ливерпуль 2:0        |
| Насьональ — Белья Виста 3:0      |
| Рампла Хуниорс — Ривер Плейт 3:3 |
| Сентраль — Уондерерс 4:1         |
| Серро — Данубио 3:1              |

### Тур 14
| Насьональ — Ривер Плейт 4:0 |
| Пеньяроль — Данубио 4:1     |
| Рампла Хуниорс — Серро 2:1  |
| Сентраль — Белья Виста 2:2  |
| Ливерпуль — Уондерерс 2:2   |

### Тур 15
| Пеньяроль — Белья Виста 1:0   |
| Серро — Ривер Плейт 3:0       |
| Насьональ — Ливерпуль 7:1     |
| Рампла Хуниорс — Сентраль 1:0 |
| Данубио — Уондерерс 2:0       |

### Тур 16
| Насьональ — Рампла Хуниорс 3:0 |
| Пеньяроль — Уондерерс 3:3      |
| Данубио — Белья Виста 2:2      |
| Сентраль — Ривер Плейт 4:1     |
| Серро — Ливерпуль 4:0          |

### Тур 17
| Насьональ — Пеньяроль 2:0      |
| Ривер Плейт — Белья Виста 3:0  |
| Ливерпуль — Рампла Хуниорс 2:0 |
| Сентраль — Данубио 3:2         |
| Уондерерс — Серро 3:0          |

### Тур 18
| Пеньяроль — Серро 6:3        |
| Насьональ — Сентраль 2:2     |
| Ливерпуль — Ривер Плейт 2:2  |
| Белья Виста — Уондерерс 1:0  |
| Рампла Хуниорс — Данубио 5:1 |

## Матчи за право остаться в лиге
- Белья Виста — Уондерерс 2:1
- Уондерерс — Белья Виста 1:0
- Уондерерс — Белья Виста 2:2

«Белья Виста» отказался от 4-го матча, право остаться в лиге было определено жребием, который пал на «Уондерерс».